# Rajinac
Rajinac (izvirno srbsko Рајинац) je naselje v Srbiji, ki upravno spada pod Občino Trstenik; slednja pa je del Rasinskega upravnega okraja.

## Demografija
V naselju živi 211 polnoletnih prebivalcev, pri čemer je njihova povprečna starost 52,9 let (50,7 pri moških in 55,1 pri ženskah). Naselje ima 98 gospodinjstev, pri čemer je povprečno število članov na gospodinjstvo 2,38.
To naselje je, glede na rezultate popisa iz leta 2002, večinoma srbsko, a v času zadnjih treh popisov je opazno zmanjšanje števila prebivalcev.
|  |

| Demografija | Demografija     | Demografija     |
| Leto        | Št. prebivalcev | Št. prebivalcev |
| ----------- | --------------- | --------------- |
|             |                 |                 |
|             |                 |                 |
|             |                 |                 |
|             |                 |                 |
| 1948        | 607             |                 |
| 1953        | 608             |                 |
| 1961        | 608             |                 |
| 1971        | 526             |                 |
| 1981        | 403             |                 |
| 1991        | 303             | 303             |
| 2002        | 239             | 233             |
|             |                 |                 |

| Etnična sestava po popisu iz leta 2002 | Etnična sestava po popisu iz leta 2002 | Etnična sestava po popisu iz leta 2002 | Etnična sestava po popisu iz leta 2002 | Etnična sestava po popisu iz leta 2002 |
| -------------------------------------- | -------------------------------------- | -------------------------------------- | -------------------------------------- | -------------------------------------- |
| Srbi                                   | Srbi                                   |                                        | 228                                    | 97,85%                                 |
| Črnogorci                              | Črnogorci                              |                                        | 4                                      | 1,71%                                  |
| Jugoslovani                            | Jugoslovani                            |                                        | 1                                      | 0,42%                                  |
| Neznano                                | Neznano                                |                                        | 0                                      | 0,0%                                   |